# Roy Arad

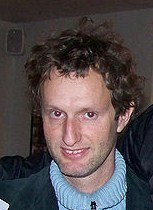
Roy Arad

Roy Arad (Aka Roy "Chicky" Arad, רועי ארד, רועי צ'יקי ארד), född 1977, är en israelisk poet, musiker och artist.
Arad är tillsammans med Joshua Simon redaktör på tidningen Maayan, en israelisk tidskrift för poesi, litteratur, konst och idéer. 

## Poesi
Chicky har publicerat tre böcker. I hans första bok, Hakooshi, skapade han en hebreisk bearbetning av den japanska haikun Kimo. 
Chickys dikt The owl som handlar om förstörelsen av de israeliska stadskärnorna genom byggandet av enorma köpcentra, blandar element från de forntida österländska gudarna. Dikten var en del av Michal Helfmans verk på Venedigbiennalen 2003.

## Musik
År 2000 representerade Roys band "Ping Pong" Israel i Eurovision Song Contest i Sverige med låten Sameach. Medlemmarna i Ping Pong gick på scenen vinkandes Israel och Syriens flaggor. Den israeliska regissören Alon Weinstock gjorde dokumentären "Happy story" om bandet i Stockholm.
Roy Chicky Arad har släppt flera skivor som är tillgängliga gratis på nätet. En viss del av Arads musik är politisk. I juli 2005 släppte Arad I Vanunu med Chenard Walcker (Freesamplezone, Paris), uppkallad efter kärnvapenfången Mordechai Vanunu. Videoklippet till låten spelades in i Ramallah, Palestina.